# Sarcophaga nicobarensis
Sarcophaga nicobarensis är en tvåvingeart som först beskrevs av Nandi 1989.  Sarcophaga nicobarensis ingår i släktet Sarcophaga och familjen köttflugor.
Artens utbredningsområde är Nicobarerna. Inga underarter finns listade i Catalogue of Life.